# Сантуш-у-Велю
Сантуш-у-Велю (порт. Santos-O-Velho; МФА: [ˈsɐ̃.tuz-u-ˈvɐ.ʎu]) — парафія в Португалії, у муніципалітеті Лісабон. Розташована в західній частині країни, на теренах історичної португальської провінції Ештремадура. Входить до складу округу Лісабон. За адміністративним поділом, чинним до 1976 року, терени парафії були складовою провінції Ештремадура. Належить до Лісабонського патріархату Католицької церкви. Патрон — святі Максима і Юлія. Площа — 0,5311 км². Населення — 4020 ос. (2011). Сильно урбанізований регіон. Густота населення — 7569,2 осіб/км²
. Код — 110637.

## Географія

Райони Лісабона
Зони Лісабона

## Населення
| Кількість мешканців | Кількість мешканців | Кількість мешканців | Кількість мешканців | Кількість мешканців | Кількість мешканців | Кількість мешканців | Кількість мешканців | Кількість мешканців | Кількість мешканців | Кількість мешканців | Кількість мешканців | Кількість мешканців | Кількість мешканців | Кількість мешканців |
| ------------------- | ------------------- | ------------------- | ------------------- | ------------------- | ------------------- | ------------------- | ------------------- | ------------------- | ------------------- | ------------------- | ------------------- | ------------------- | ------------------- | ------------------- |
| 1864                | 1878                | 1890                | 1900                | 1911                | 1920                | 1930                | 1940                | 1950                | 1960                | 1970                | 1981                | 1991                | 2001                | 2011                |
| 12 271              | 14 750              | 18 592              | 20 044              | 21 762              | 20 752              | 24 091              | 25 224              | 23 739              | 13 788              | 9 708               | 8 461               | 5 534               | 4 013               | 4 020               |